# Kloster Brunnen

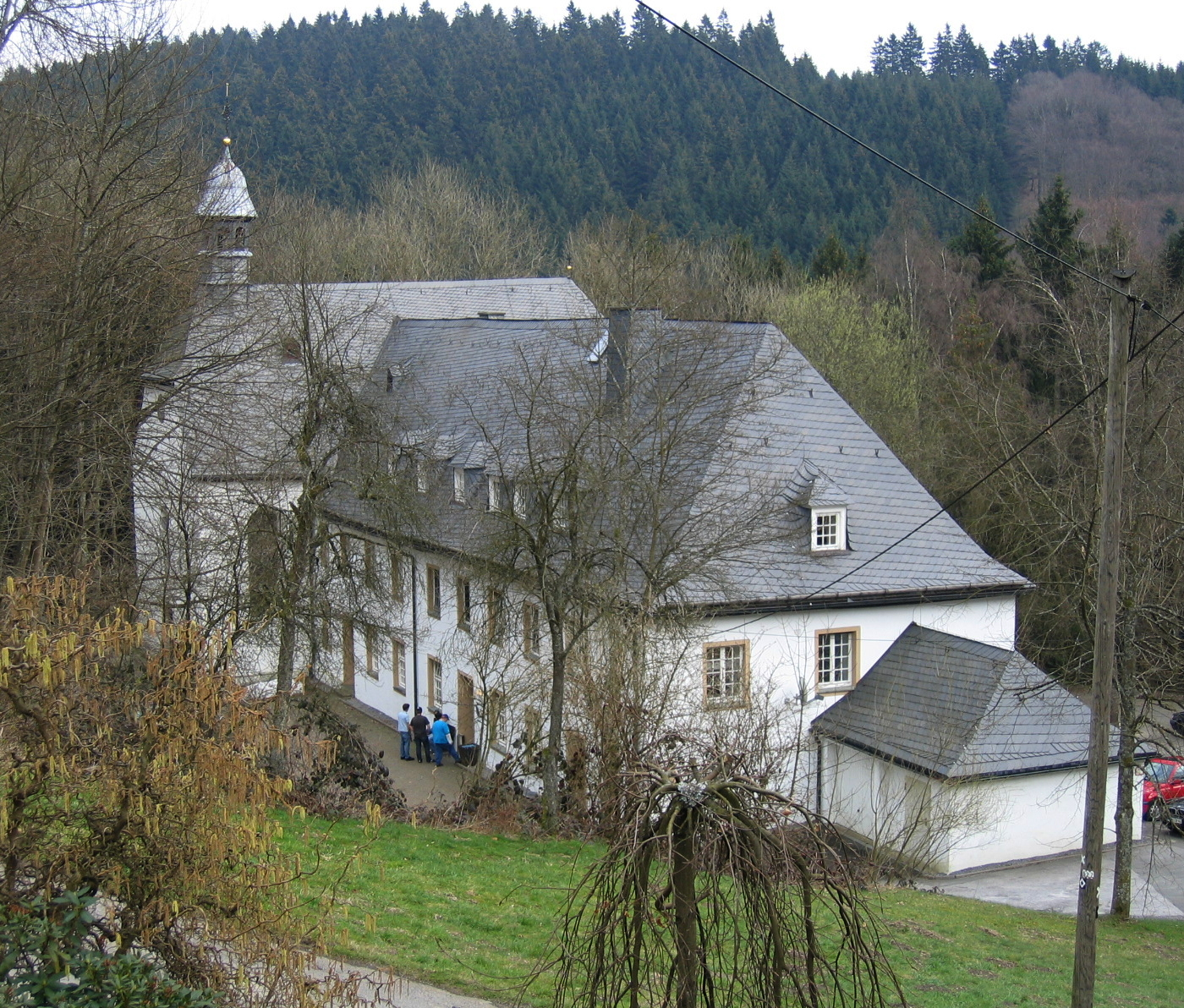
Kloster Brunnen

Das Kloster Brunnen war ursprünglich eine Einsiedelei in der Nähe von Endorf, unweit der Stadt Sundern im Sauerland, und seit den 1720er Jahren Kloster der Kapuziner. 1834 wurde es aufgehoben.

## Geschichte und Bauten
Im Jahr 1705 bestand eine Einsiedelei mit einer Kapelle in der Nähe einer (Heil-)Quelle. Auf Landkarten aus dieser Zeit ist die Quelle als „Fons medicinalis“ eingezeichnet. Unklar ist, ob diese Einsiedelei von Kapuzinern oder Franziskanern besetzt wurde. Im Jahr 1722 wurde dann eine Kapuzinerresidenz eingerichtet, die 1724 zum Kloster erhoben wurde. Im Kloster lebten ständig 4 bis 5 Patres, dazu 1 bis 2 Laienbrüder. Der Bau der Klostergebäude erfolgte zwischen 1729 und 1735. In den Jahren zwischen 1742 und 1748 wurde die Kirche von einem Baumeister aus Augsburg errichtet. Die Altäre wurden von Johann Conrad Schlaun entworfen. Bei der Kirche selbst handelt es sich um eine schlichte Saalkirche mit einem querrechteckigen Chor nach Süden, einer Tonnendecke und schmalen rundbogigen Fenstern. Die Ausstattung im Inneren stammt durchgängig aus dem 18. Jahrhundert. Bemerkenswert ist eine Orgel aus dem Jahr 1801. Im Westen schließt an die Kirche das ebenfalls schlichte Klostergebäude an. Das Kloster wurde 1804 bei der Säkularisation zwar nicht aufgehoben, durfte aber keine neuen Mönche mehr aufnehmen. Damals wurde aber bereits die wertvolle (und in dieser verlassenen dünnbesiedelten Gegend einmalige) Klosterbibliothek in alle Winde verstreut. Nach dem Tod des letzten Paters 1834 wurde das Kloster in eine Schulvikarie umgewandelt und eine Zwergschule eingerichtet. Mit den Schulreformen der 1960er-Jahre wurde diese geschlossen. Seit 1975 ist das Klostergebäude Diözesan- und Bildungszentrum der Katholischen Jungen Gemeinde (KJG) Diözesanverband Paderborn. Die Klosterkirche ist Teil des Pastoralverbundes Oberes Röhrtal.

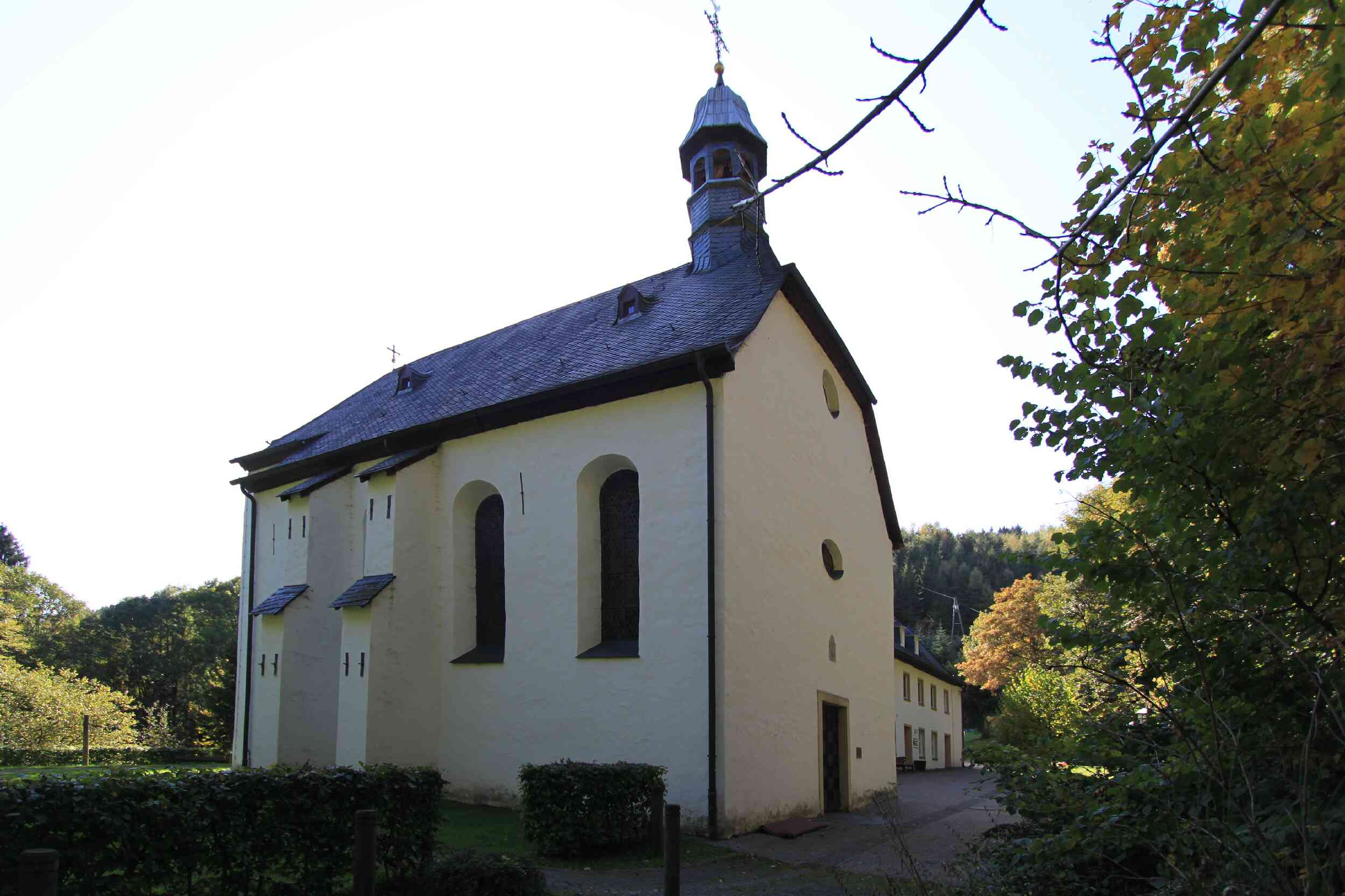
Kirche Kloster Brunnen

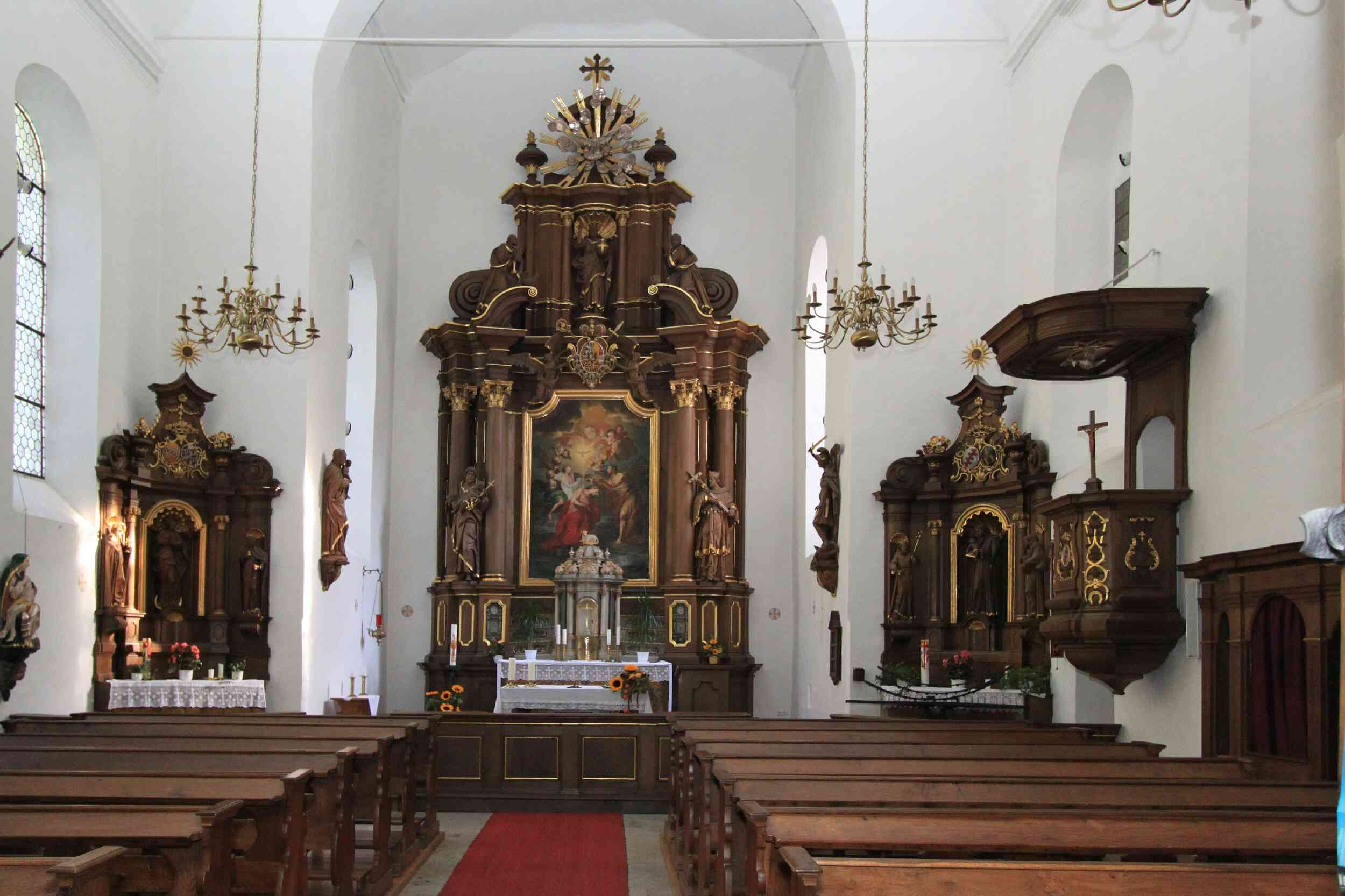
Kircheninneres

In Kloster Brunnen wurde 1933 der Biologe und Hochschullehrer Reiner Feldmann geboren.

## Umgebung
Die Grünlandflächen um die Bebauung sind als Landschaftsschutzgebiet Kloster Brunnen und der Wald als Landschaftsschutzgebiet Sundern ausgewiesen.